# Båtöfjärden (naturreservat)
Båtöfjärden är ett naturreservat i Luleå kommun i Norrbottens län.
Området är naturskyddat sedan 1997 och är 9,3 kvadratkilometer stort. Reservatet omfattar tre öar i Båöfjärden. Reservatet består av hällmarker, klapperstensfält och låga lövträd.